# Natação nos Jogos Olímpicos de Verão da Juventude de 2010 - 4x100 m medley misto
As provas do revezamento/estafetas 4x100 metros medley misto da natação nos Jogos Olímpicos de Verão da Juventude de 2010 foram realizadas no dia 20 de agosto, na Escola dos Desportos, em Cingapura. Equipes de 17 países estavam inscritas neste evento.

## Medalhistas
|  | CHN China                              |  | RUS Rússia                                                       |  | AUS Austrália                                            |
|  | Wang Ximing Tang Yi Liu Lan He Jianbin |  | Alexandra Papusha Alexey Atsapkin Ilya Lemaev Ekaterina Alexeeva |  | Nicholas Schafer Zoe Johnson Madison Wilson Justin James |

## Equipes
| Equipe            | Integrantes                                              | Equipe        | Integrantes                                                                        | Equipe                | Integrantes                                                           |
| ----------------- | -------------------------------------------------------- | ------------- | ---------------------------------------------------------------------------------- | --------------------- | --------------------------------------------------------------------- |
| RSA África do Sul | Oneida Cooper Dylan Bosch Chad le Clos Kyla Ferreira     | Cingapura     | Rainer Kai Wee Ng Xin Jing Cheryl Lim Sheng Jun Pang Adeline Shu Jian Winata       | ITA Itália            | Flavio Bizzarri Simone Gene Stefania Pirozzi Alessia Polieri          |
| GER Alemanha      | Christian Diener Lina Rathsack Lena Kalla Kevin Leithold | ESP Espanha   | Adrián Mantas Teresa Gutiérrez Judit Ignacio Aitor Martínez                        | JPN Japão             | Yukiko Watanabe Tatsunari Shoda Mayuko Okada Takahiro Tsutsumi        |
| AUS Austrália     | Madison Wilson Nicholas Schafer Zoe Johnson Justin James | EUA           | Kaitlyn Jones Austin Ringquist Erich Peske Jordan Mattern                          | RUS Rússia            | Alexandra Papusha Alexey Atsapkin Ilya Lemaev Ekaterina Andreeva      |
| BRA Brasil        | Pedro Costa Vinicius Borges Bruna Rocha Julia Gerotto    | FRA França    | Marie Jugnet Thomas Rabeisen Medhy Metella Mathilde Cini                           | SRB Sérvia            | Stefan Šorak Marija Joksimović Katarina Simonović Velimir Stjepanović |
| CAN Canadá        | Jeremy Bagshaw Rachel Nicol Lindsay Delmar Chad Bobrosky | HKG Hong Kong | Cheung Kin Tat Kent Yvette Man-Yi Kong Lum Ching Tat Yu Wai Ting                   | TRI Trinidad e Tobago | Kimberlee John-Williams Khadeja Phillip Cadell Lyons Christian Homer  |
| CHN China         | Wang Ximing Tang Yi Liu Lan He Jianbin                   | ISL Islândia  | Ingibjörg Kristí Jónsdóttir Hrafn Traustason Bryndís Rún Hansen Anton Sveinn McKee |                       |                                                                       |

## Eliminatórias

### Eliminatória 1
| Pos. | Raia | País          | Tempo   | Notas        |
| ---- | ---- | ------------- | ------- | ------------ |
| 1    | 5    | CHN China     | 3:56.78 | Q            |
| 2    | 2    | ESP Espanha   | 4:07.05 |              |
| 3    | 4    | HKG Hong Kong | 4:14.66 |              |
| 4    | 6    | SRB Sérvia    | 4:21.02 |              |
|      | 3    | ITA Itália    |         | Não largaram |

### Eliminatória 2
| Pos. | Raia | País               | Tempo   | Notas |
| ---- | ---- | ------------------ | ------- | ----- |
| 1    | 6    | RUS Rússia         | 4:00.67 | Q     |
| 2    | 4    | FRA França         | 4:00.82 | Q     |
| 3    | 5    | CAN Canadá         | 4:02.69 | Q     |
| 4    | 7    | USA Estados Unidos | 4:04.29 | Q     |
| 5    | 2    | RSA África do Sul  | 4:06.14 |       |
| 6    | 3    | ISL Islândia       | 4:18.81 |       |

### Eliminatória 3
| Pos. | Raia | País                  | Tempo   | Notas |
| ---- | ---- | --------------------- | ------- | ----- |
| 1    | 4    | AUS Austrália         | 3:59.14 | Q     |
| 2    | 3    | GER Alemanha          | 4:02.56 | Q     |
| 3    | 6    | JPN Japão             | 4:06.13 | Q     |
| 4    | 5    | BRA Brasil            | 4:08.25 |       |
| 5    | 2    | SIN Singapura         | 4:08.94 |       |
| 6    | 7    | TRI Trinidad e Tobago | 4:20.21 |       |

## Final
| Pos.              | Raia | País               | Tempo   | Notas            |
| ----------------- | ---- | ------------------ | ------- | ---------------- |
| Medalha de ouro   | 4    | CHN China          | 3:52.52 |                  |
| Medalha de prata  | 3    | RUS Rússia         | 3:55.29 |                  |
| Medalha de bronze | 5    | AUS Austrália      | 3:55.63 |                  |
| 4                 | 6    | FRA França         | 3:56.64 |                  |
| 5                 | 7    | CAN Canadá         | 4:02.22 |                  |
| 6                 | 1    | USA Estados Unidos | 4:02.90 |                  |
| 7                 | 8    | JPN Japão          | 4:06.18 |                  |
|                   | 2    | GER Alemanha       |         | Desclassificados |